# Veliki Trnovac
Veliki Trnovac (izvirno srbsko Велики Трновац) je naselje v Srbiji, ki upravno spada pod Občino Bujanovac; slednja pa je del Pčinjskega upravnega okraja.

## Demografija
V naselju živi 4324 polnoletnih prebivalcev, pri čemer je njihova povprečna starost 30,2 let (29,2 pri moških in 31,2 pri ženskah). Naselje ima 1236 gospodinjstev, pri čemer je povprečno število članov na gospodinjstvo 5,47.
|  |

| Demografija | Demografija     | Demografija     |
| Leto        | Št. prebivalcev | Št. prebivalcev |
| ----------- | --------------- | --------------- |
|             |                 |                 |
|             |                 |                 |
|             |                 |                 |
|             |                 |                 |
| 1948        | 3887            |                 |
| 1953        | 4378            |                 |
| 1961        | 4952            |                 |
| 1971        | 5598            |                 |
| 1981        | 6336            |                 |
| 1991        | 5896            | 5417            |
| 2002        | 8893            | 6762            |
|             |                 |                 |

| Etnična sestava po popisu iz leta 2002 | Etnična sestava po popisu iz leta 2002 | Etnična sestava po popisu iz leta 2002 | Etnična sestava po popisu iz leta 2002 | Etnična sestava po popisu iz leta 2002 |
| -------------------------------------- | -------------------------------------- | -------------------------------------- | -------------------------------------- | -------------------------------------- |
| Albanci                                | Albanci                                |                                        | 6.730                                  | 99,52%                                 |
| Bolgari                                | Bolgari                                |                                        | 1                                      | 0,01%                                  |
| Bošnjaki                               | Bošnjaki                               |                                        | 1                                      | 0,01%                                  |
| Neznano                                | Neznano                                |                                        | 12                                     | 0,17%                                  |